# Micranthes punctata
Micranthes punctata là một loài thực vật có hoa trong họ Saxifragaceae. Loài này được (L.) Losinsk. miêu tả khoa học đầu tiên năm 1928.